# Antonio Rincon
Antonio Rincon of Antoine de Rincon (†3 juli 1541) was een Frans diplomaat van Spaanse origine. Hij was vermaard voor zijn machiavellisme.

## Levensloop
Na de opstand van de comunidades in Castilië vluchtte hij naar Frankrijk, waar hij uiteindelijk een post kreeg aan het hof van koning Frans I van Frankrijk. Frans I was verwikkeld in de Italiaanse Oorlogen met het Heilig Roomse Rijk en was op zoek naar bondgenoten. Antonio Rincon bleek een geboren diplomaat en werd naar Oost-Europa gestuurd om te onderhandelen met Bona Sforza, van Italiaanse origine en getrouwd met koning Sigismund I van Polen, om het verkrijgen van steun.
De vijanden van Keizer Karel V werden de vrienden van Frans I. In 1528 sloot hij een akkoord met Johan Zápolya om de strijd om het koninkrijk Hongarije en in de jaren dertig van de zestiende eeuw zocht hij contact met het Ottomaanse Rijk, het begin van de Franco-Ottomaanse Alliantie.
In 1538 volgde hij Jean de La Forêt op als tweede Frans ambassadeur in Istanboel. Op een heenreis naar Constantinopel in 1541 werd hij ter hoogte van Rivoli door afgezanten van Keizer Karel vermoord, de aanleiding tot de Italiaanse Oorlog (1542-1546).